# Karácsonyi ajándék

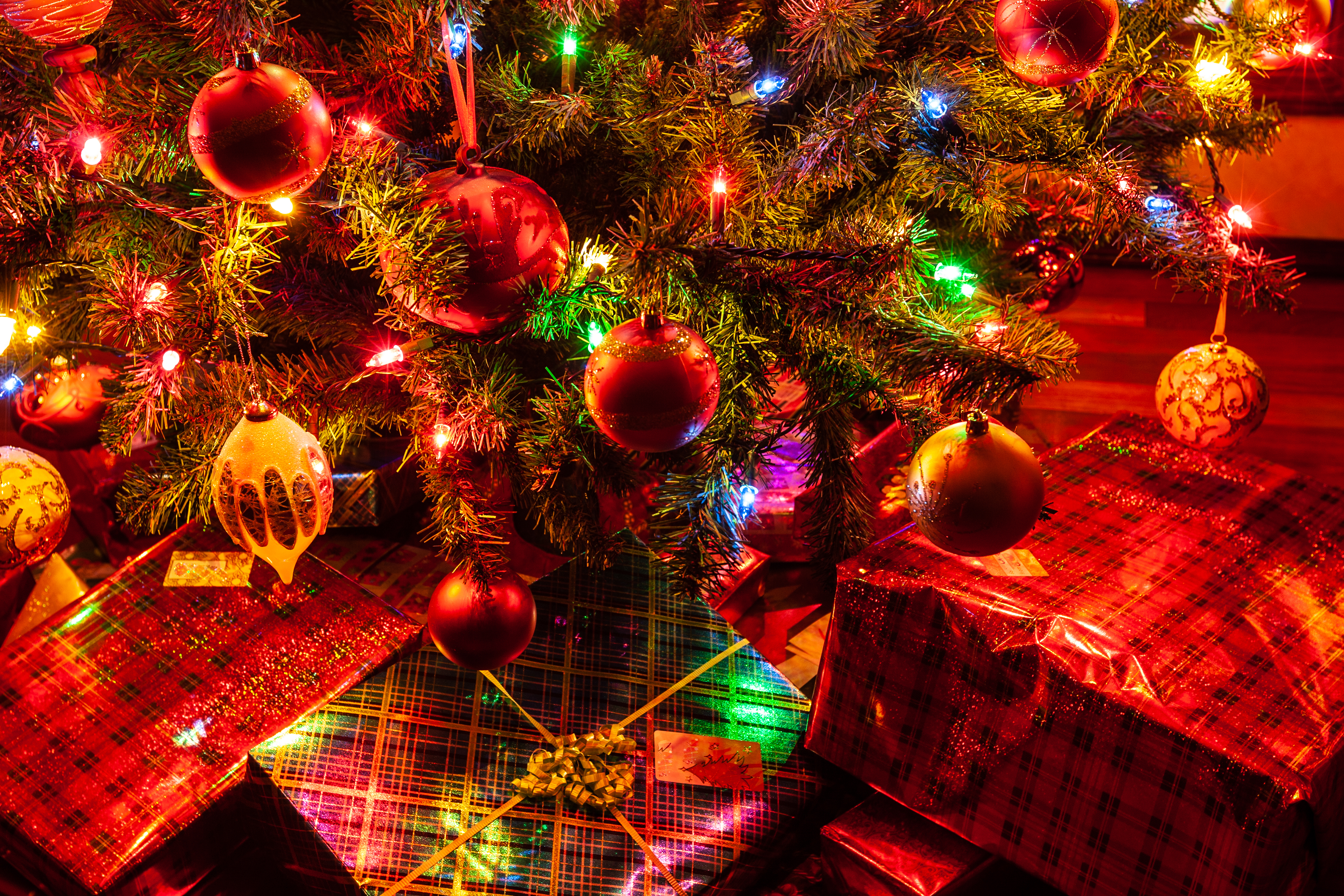
Karácsonyi ajándékok egy karácsonyfa alatt

A karácsonyi ajándék karácsony ünnepekor átadott ajándék. A karácsonyi ajándékokat általában karácsony este (december 24.), karácsony napján (december 25.) vagy karácsony 12. napján (január 5.) adják át. A karácsonyi ünnepkörben átadott ajándékok keresztény hagyományok szerint a napkeleti bölcsek ajándékait szimbolizálja Jézusnak.

## Története

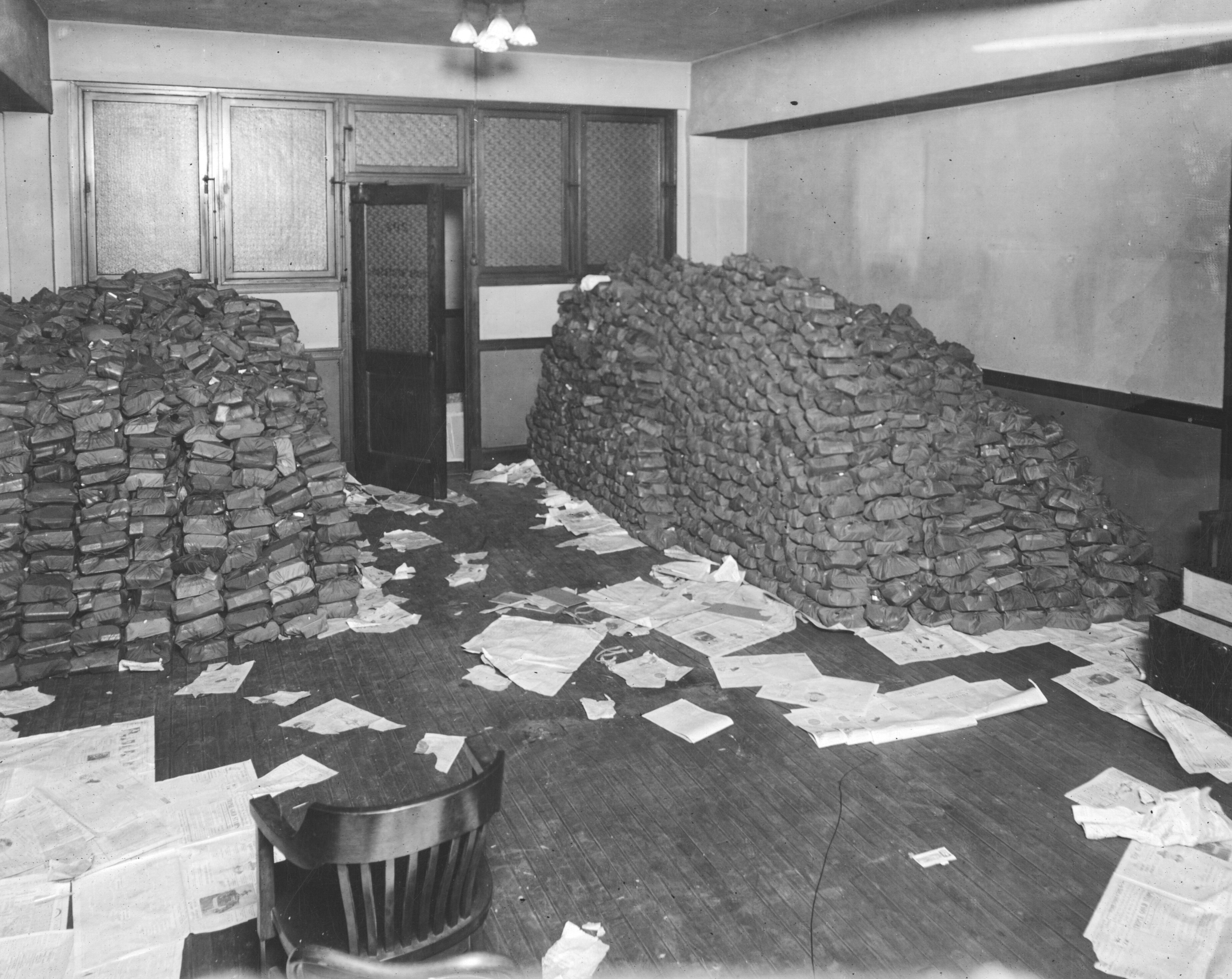
Karácsonyi ajándékok az első világháború katonáinak

Az ajándékozás egy ókori hagyomány, ami később a karácsonyi ünnep részévé vált. Az ókori Rómában az ajándékozás a téli napforduló környékén történt decemberben, szaturnália ünnepekor.
Ahogy a kereszténység egyre jobban elterjedt Rómában, az ajándékozás újév napján is szokás lett. December 25-e 336 körül terjedt el, mint Jézus születésének napja és az ajándékozás hagyományát a napkeleti bölcsek Jézusnak adott ajándékaihoz kötötték. Szent Miklós negyedik századi püspök és ajándékozó történetével együtt egyre fontosabb része lett a keresztény életnek. Egyes keresztény országokban az ajándékozás Szent Miklós napján történik.

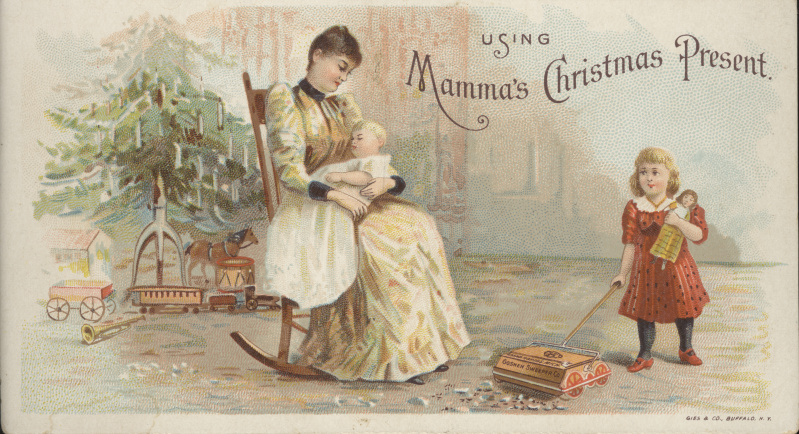
Karácsonyi lap ajándékokkal (1900-as évek)

Ennek ellenére egyes keresztény uralkodók az időszakban úgy gondolták, hogy az alattvalóiknak kellett nekik ajándékot adni és elvárták azt, hogy ez meg is törtéjen. Ez azt követően változott meg, hogy népszerű lett egy történet I. Vencel cseh fejedelemről, aki ajándékokat osztott, így a feletteseknek való ajándékozás egyre ritkább lett és a reformáció idején egyre inkább elterjedt az ajándékozás gyermekeknek.
Évszázadokig az ajándékozás napja december 6. volt vagy január eleje, újév után. Ez a szokás a Karácsony előestéje (1823) vers és a Karácsonyi ének (1843) novella következtében terjedt el nyugaton. A 19. század végére már ismét karácsony este volt az ajándékozás napja, nyugaton egyre ritkább lett a december és január elejei ajándék átadás.
A keresztény egyházi naptár szerint a karácsonyi időszak tizenkét napig tart, egyes kultúrákban minden egyes napján ajándékot adnak egymásnak a hívők, míg egyes családokban ez csak karácsony napján vagy a tizenkettedik estén történik meg.